# 不動川 (神奈川県)
不動川（ふどうがわ）は、神奈川県平塚市および中郡大磯町を流れ葛川に合流する葛川水系の二級河川である。延長は5.0km（二級河川部分は4.23km）、流域面積は14.10km2。

## 地理
大磯丘陵の鷹取山に源を発し東へ流れる。平塚市吉沢の中沢橋交差点より神奈川県道63号相模原大磯線に沿うようにおおむね南流する。東海道本線にぶつかった後しばらく東へ流れ、再び南流。大磯町国府本郷で葛川に合流する。

## 支流
上流より
- 宮下川（平塚市上吉沢・下吉沢）
- 境川（大磯町寺坂・生沢）
- 谷戸川（大磯町生沢・月京）
- 長谷川（大磯町月京・国府本郷）